# Fenil (bâtiment)
Pour les articles homonymes, voir Fenil.

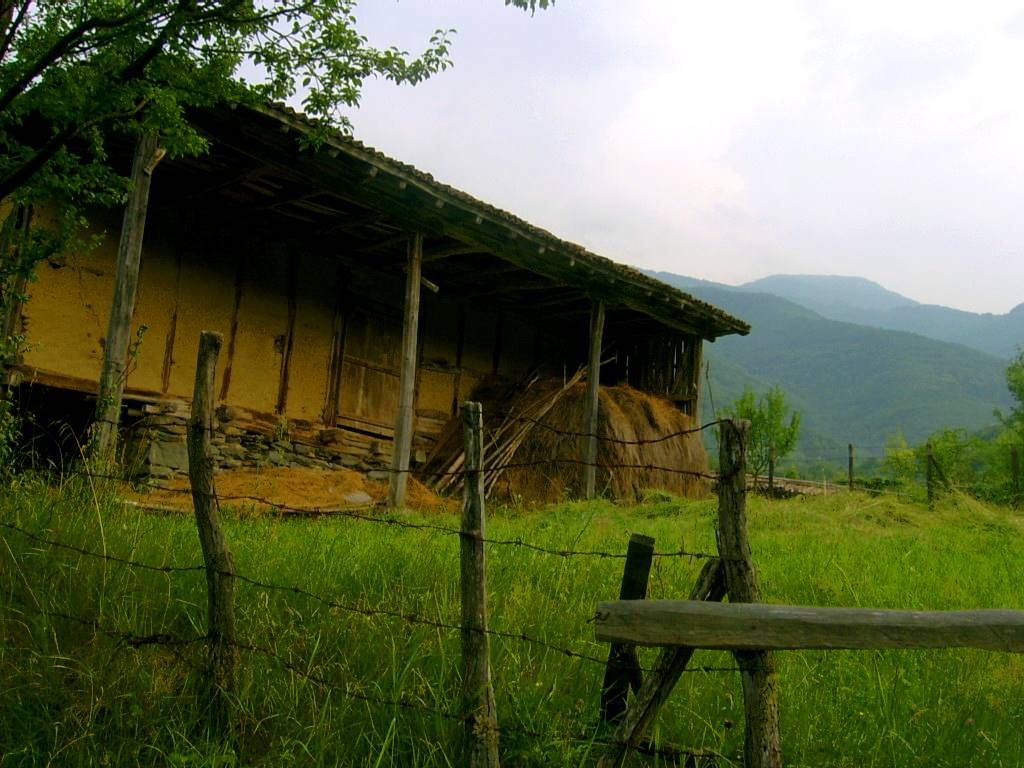
Fenil, Chereshovitsa, Bulgarie

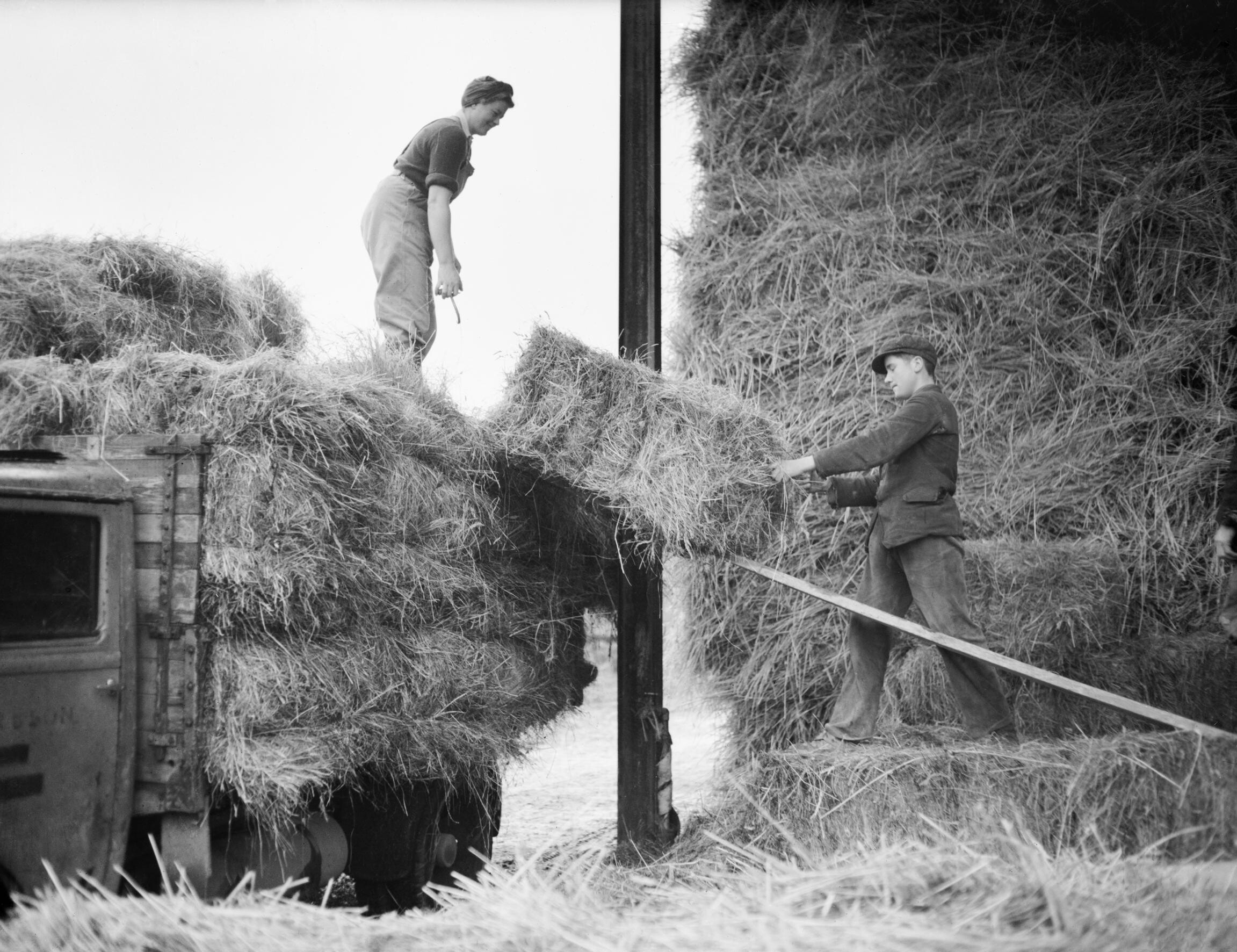
Entreposage de ballots au fenil. Sussex de l'Ouest, Angleterre, 1944

Un fenil est un local agricole dans lequel est stocké le foin. Dans une ferme, il peut être au-dessus de l'écurie, de l'étable, ou de la bergerie, ou dans un bâtiment séparé.

« Si le fenil est recouvert d'un bon toit de paille, il faut mettre du foin aussi près de ce toit que cela est possible et le serrer de manière que, du moins au premier moment, il ne reste pas d'espace entre deux. Lorsque le foin n'est nullement en contact avec l'air il se comporte à merveille pendant qu'il sue et il conserve sa qualité dans toutes ses parties. Sous un toit de tuiles au contraire la couche supérieure du tas perd facilement sa saveur, prend du moisi et de l'humidité. Chacun sait que, pour que le fourrage conserve sa qualité et pour qu'il ne prenne pas un goût qui le ferait rebuter par le bétail, il faut empêcher que les vapeurs de l'étable ne pénètrent au travers des planches dans le tas de foin qui est au-dessus. Les toits cintrés en planches et recouverts de paille ou de roseaux sont sans contredit les meilleurs pour mettre à couvert la provision de fourrage destinée au bétail qui est logé dessous. Lorsqu'on distribue les fourrages dans les granges et fenils il faut avoir grand soin d'attribuer à chaque sorte de bétail l'espèce qui lui convient le mieux et de placer dans chaque fenil les foins de diverses natures dans l'ordre où ils doivent être consommés afin qu'on puisse en approcher pour le service sans difficulté »

En général, tout fenil doit être aussi aéré que possible, car rien n'altère plus le foin qu'un air stagnant. Cet inconvénient est surtout grave quand le foin n'a pu être serré bien sec — et cela arrive souvent. Il peut amener l'inflammation spontanée du foin et par conséquent l'incendie de la maison, ce qui arrive souvent. Le fenil dispose donc d'au moins deux larges fenêtres et en outre, s'il est vaste, d'un nombre suffisant de lucarnes pour y établir des courants d'air.
Il doit y avoir des moyens de communication avec les foins pour que les chats détruisent les souris, mais non pour les poules qui y porteraint leurs excréments. Les granges par la raison qu'elles sont mieux fermées sont moins favorables que les hangars pour la conservation du foin.[pas clair] Elles sont par ailleurs plus coûteuses. Les hangars ont souvent leurs côtés entièrement ouverts et alors leur toit se prolonge en avant et fort bas ou leurs côtés sont fermés avec des planches mal jointes. Des gros fagots sont disposés sur le sol de ces hangars pour empêcher l'humidité de faire pourrir le foin.